# 釜山大梁山キャンパス駅
釜山大梁山キャンパス駅（プサンデヤンサンキャンパスえき）は、大韓民国慶尚南道梁山市にある釜山交通公社2号線の駅である。駅番号は241。案内上の日本語表記は釜山大学梁山キャンパス駅となっている。

## 駅構造
相対式ホーム2面2線の地上駅（橋上駅）。フルスクリーンタイプのホームドアが設置されている。

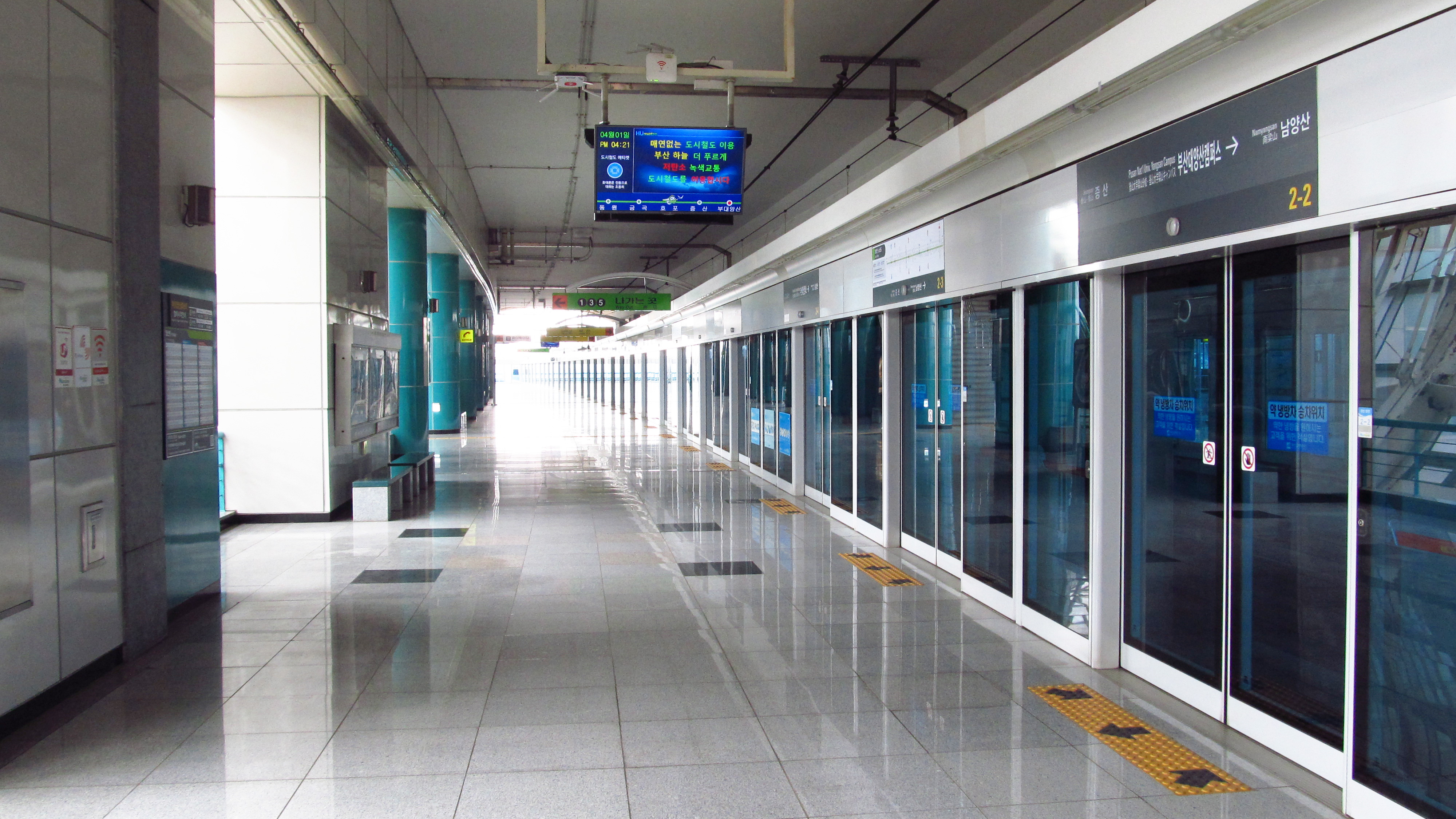
下りホーム（2018年4月）
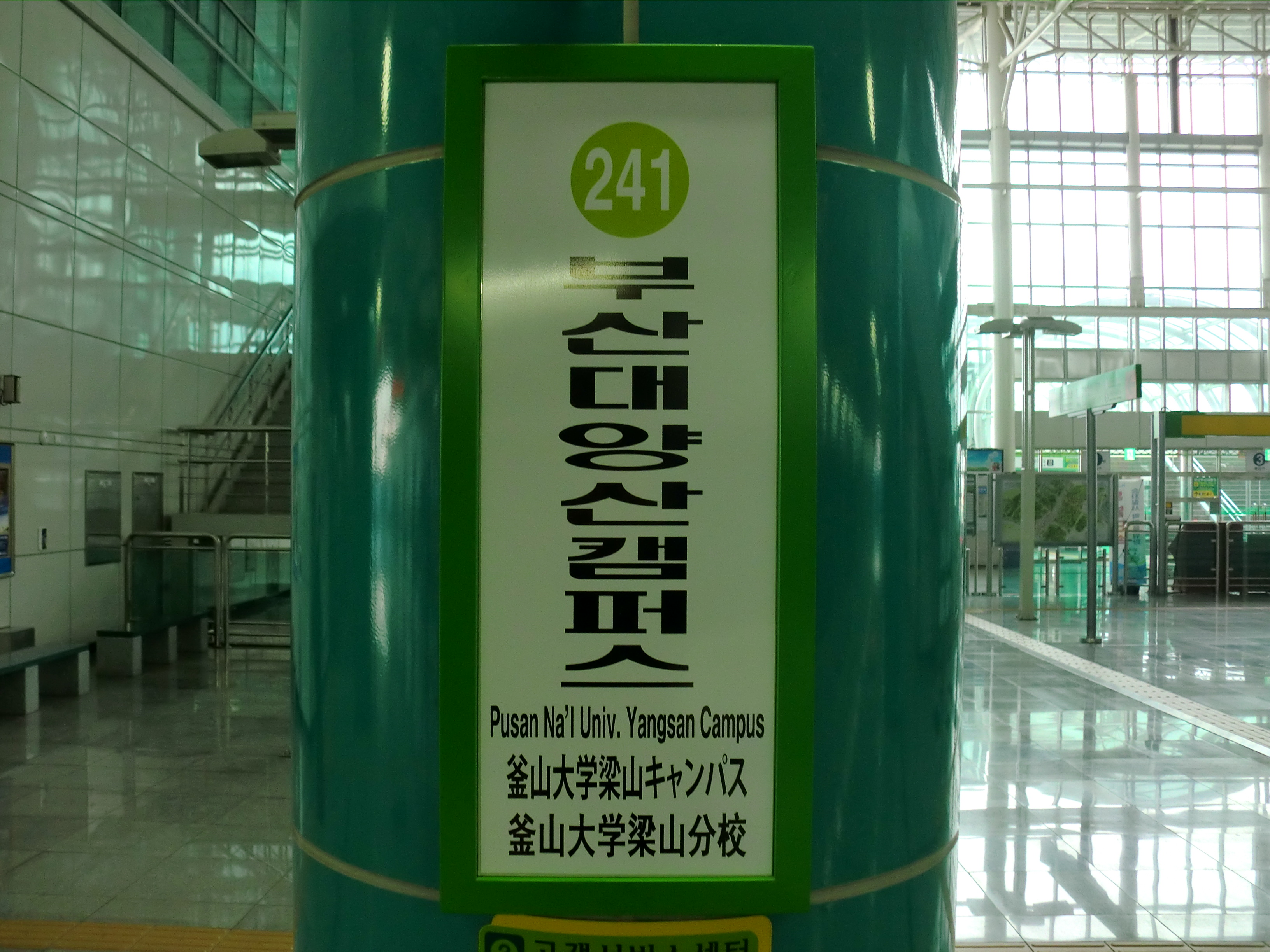
駅名標

### のりば
| 上り | 2号線 | 萇山方面 |
| 下り | 2号線 | 梁山方面 |

## 駅周辺
- 釜山大学校梁山キャンパス

## 歴史
- 2008年1月10日：2号線湖浦 - 梁山間延伸に伴い設置される。当時は未開業。
- 2009年10月1日：開業。

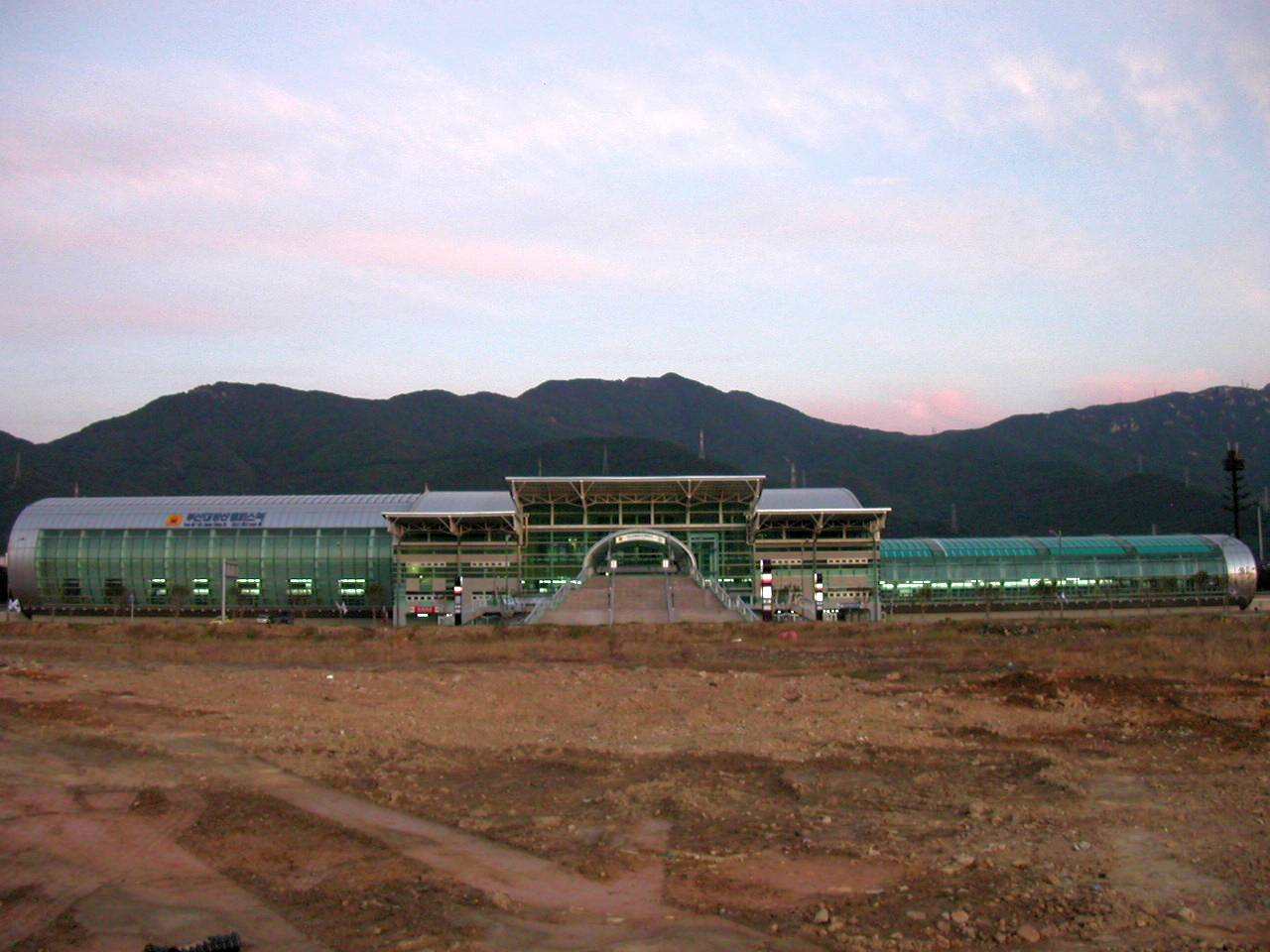
開業当日の駅舎

## 隣の駅
釜山交通公社
 2号線
甑山駅 (240) - 釜山大梁山キャンパス駅 (241) - 南梁山駅 (242)